# Orsini (Familienname)
Orsini ist ein italienischer Familienname.

## Namensträger
- Alfonsina Orsini (1472–1520), Gattin von Piero di Lorenzo de’ Medici
- Camillo Orsini (1492–1559), italienischer Condottiere
- Carlotto Orsini (1522–1554), Condottiere der italienischen Renaissance und Herr von Mugnano
- Caterina Orsini del Balzo († 1432), Gräfin von Copertino
- Clarice Orsini (1453–1488), Gattin von Lorenzo il Magnifico
- Cosma Orsini (um 1425–1481), italienischer Kardinal
- Felice Orsini (1819–1858), italienischer Rechtsanwalt und Anarchist
- Felix Orsini-Rosenberg (Diplomat), österreichischer Diplomat
- Felix Orsini-Rosenberg (Architekt) (1929–2020), österreichischer Architekt
- Flavio Orsini (1532–1581), italienischer Geistlicher, Bischof von Muro Lucano
- Francesco Orsini (Condottiere) (1455–1503), italienischer Adliger und Condottiere
- Francesco Orsini (Journalist)	(1881–1924), italienischer Journalist
- Francesco Orsini (Basketballspieler) (* 1973), italienischer Basketballspieler
- Francesco Napoleone Orsini († 1312), italienischer Geistlicher, Kardinalpriester von Santa Lucia in Selci
- Franciotto Orsini (1473–1534), italienischer Geistlicher, Bischof von Rimini
- Franz Seraph von Orsini-Rosenberg (1761–1832), österreichischer Adliger und General
- Fulvio Orsini (1529–1600), italienischer Humanist
- Gabriele Orsini del Balzo (1404–1453), Herzog von Venesa
- Gentile Virginio Orsini († 1497), italienischer Condottiere und Herr von Bracciano
- Giordano Orsini (Kardinal 1145) († 1165?), italienischer Geistlicher, Kardinal, siehe Jordanus (Kardinal)
- Giordano Orsini (Kardinal 1278) († 1287), italienischer Geistlicher, Kardinal
- Giordano Orsini der Jüngere († 1438), italienischer Geistlicher, Erzbischof von Neapel und Kardinal
- Giordano Orsini (Condottiere) († 1484), italienischer Condottiere
- Giordano Orsini di Monterotondo (1525–1564), italienischer Condottiere
- Giovanni I. Orsini († 1317), Herr von Leukas und Pfalzgraf von Kefalonia
- Giovanni II. Orsini (um 1300–1335), Pfalzgraf von Kephalonia und Despot von Epirus
- Giovanni Orsini (Neapel), Erzbischof von Neapel
- Giovanni Orsini (Trani), Erzbischof von Trani
- Giovanni Antonio Orsini del Balzo (1386/1393–1463), italienischer Adliger
- Giovanni Battista Orsini (Johanniter) (auch Jean-Baptiste des Ursins, Iohannes Baptista de Ursinis, † 1476), italienischer Großmeister des Johanniterordens
- Giovanni Battista Orsini (Kardinal) (auch Giambattista Orsini, um 1450–1503), Kardinal der Römischen Kirche
- Giovanni Battista Orsini (Erzbischof) (1528–1566), Erzbischof von Santa Severina
- Giovanni Domenico Orsi de Orsini (1634–1679), böhmischer Architekt italienischer Abstammung
- Giovanni Gaetano Orsini, Geburtsname von Nikolaus III. (Papst) (1210/1220–1280), Papst
- Heinrich von Orsini-Rosenberg (1848–1929), österreichischer Titularfürst, Großgrundbesitzer und Politiker
- Ida Vivado Orsini (1913–1989), chilenische Pianistin und Komponistin
- Latino Orsini (1411–1477), italienischer Geistlicher, Erzbischof von Tarent
- Latino Malabranca Orsini († 1294), italienischer Geistlicher, Kardinalbischof von Ostia und Velletri
- Leone Orsini (1512–1564), italienischer römisch-katholischer Bischof
- Luca Orsini Baroni (1871–1948), italienischer Diplomat
- Maio I. Orsini († um 1238), Pfalzgraf von Kefalonia
- Maio II. Orsini († 1259/1264), Pfalzgraf von Kefalonia
- Matteo Orsini († 1340), italienischer Geistlicher, Kardinalbischof von Sabina
- Matteo Rosso Orsini († 1305), römischer Senator
- Napoleone Orsini (1263–1342), italienischer Kardinal
- Nicolás Orsini (* 1994), argentinisch-italienischer Fußballspieler
- Orso Orsini († 1479), italienischer Condottiere und Adliger
- Paolo Orsini (1450–1503) († 1503), Adliger und Condottiere
- Poncello Orsini († 1395), italienischer Geistlicher, Bischof von Aversa
- Raimondo Orsini del Balzo († 1406), Fürst von Tarent
- Riccardo Orsini, Pfalzgraf von Kefalonia und Zakynthos, Graf von Gravina
- Umberto Orsini (* 1934), italienischer Schauspieler
- Valentino Orsini (1927–2001), italienischer Regisseur und Drehbuchautor
- Vicino Orsini (1523–1585), italienischer Adliger
- Virginio Orsini (Herzog) (1572–1615), Herzog von Bracciano
- Virginio Orsini (Kardinal) (1615–1676), italienischer Kardinal